# Veintegenarios en Alburquerque
Veintegenarios en Alburquerque és el sisè àlbum publicat pel cantautor català Albert Pla. Va ser publicat el 1997 per la multinacional BMG en format de fals directe i va comptar amb les col·laboracions de Fermin Muguruza, Manolo Kabezabolo, Quico Pi de la Serra, Roberto Iniesta i Javier Ibarra, entre d'altres.
El disc va trigar alguns anys a veure la llum des que va ser concebut per l'artista pel fet que s'hi incloïa la cançó La dejo o no la dejo que narra la història d'amor d'un home turmentat per la relació sentimental que manté amb una terrorista i que segons entenia la discogràfica podia ser acusada per la justícia d'apologia del terrorisme.

## Llista de cançons
| Núm. | Títol                                                                      | Composició            | Durada |
| ---- | -------------------------------------------------------------------------- | --------------------- | ------ |
| 1.   | «Marcelino Arroyo del Charco»                                              | Albert Pla            | 6:05   |
| 2.   | «Veintegenarios (amb Fermin Muguruza, Manolo Kabezabolo i Roberto Iniesta» | Albert Pla            | 4:37   |
| 3.   | «La dejo o no la dejo»                                                     | Albert Pla            | 5:31   |
| 4.   | «El camión de la basura (amb Quico Pi de la Serra)»                        | Albert Pla            | 4:15   |
| 5.   | «El gallo Eduardo Montenegro»                                              | Albert Pla            | 5:47   |
| 6.   | «Lola la Loca»                                                             | Albert Pla            | 3:50   |
| 7.   | «Pepe Botika (amb Roberto Iniesta)»                                        | Roberto Iniesta       | 4:51   |
| 8.   | «Qué más me da si da o no da»                                              | Albert Pla            | 2:45   |
| 9.   | «Mañana lo dejo»                                                           | Albert Pla            | 4:15   |
| 10.  | «Soy rebelde»                                                              | Jeanette Anne Kristof | 4:30   |
| 11.  | «Alboraya (amb Javier Ibarra i Oriol Tramvia)»                             | Albert Pla            | 3:41   |